# Leucosticte brandti
Leucosticte brandti е вид птица от семейство Чинкови (Fringillidae).

## Разпространение
Видът е разпространен в Афганистан, Бутан, Индия, Китай, Казахстан, Киргизстан, Непал, Пакистан, Русия, Таджикистан и Туркменистан.